# Deutsche Reiter

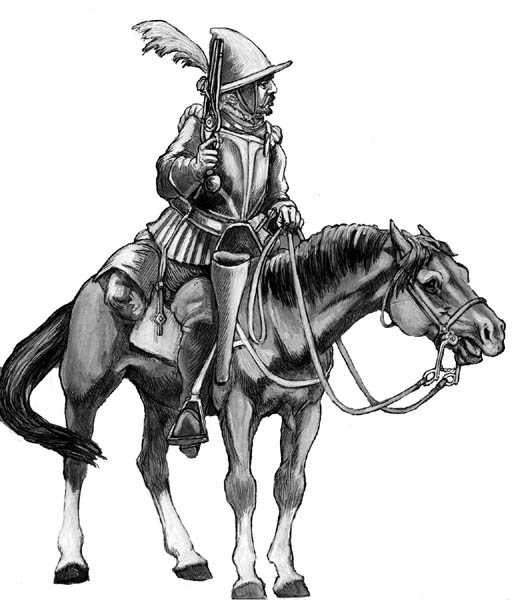
Deutscher Reiter um 1577

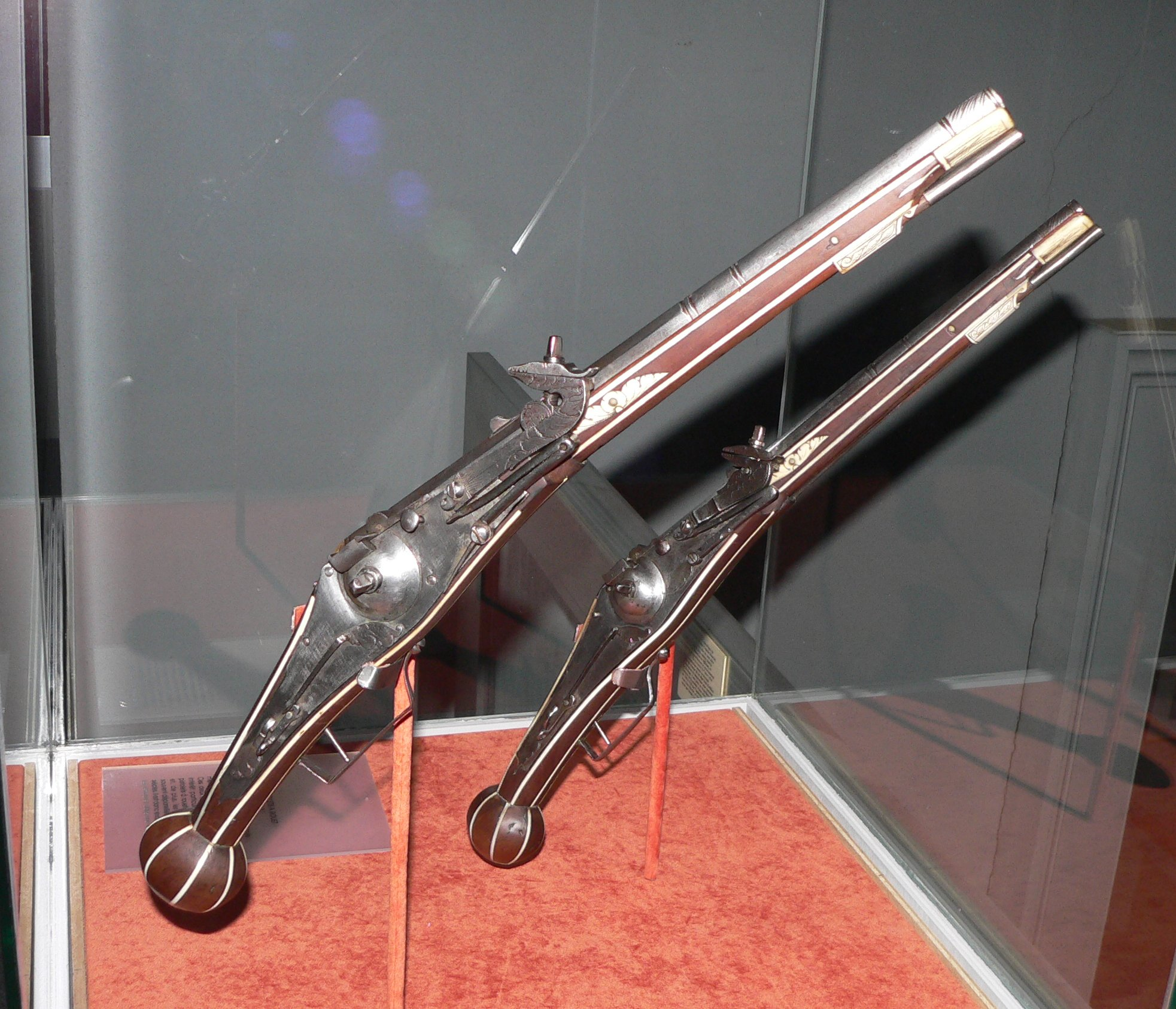
Reitpistole

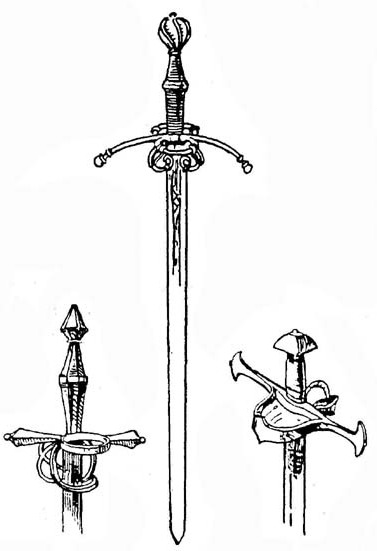
Reitschwert

Die Deutschen Reiter (auch Ringerpferde, „Schwarze Reiter“) waren eine Truppengattung, die während der Zeit des Schmalkaldischen Krieges neu gebildet wurde.
Vorher hatten die gemischten Reiterstandarten aus Lanzierern, Kyrissern und Karabiniers bestanden. Die Deutschen Reiter ritten leichtere Pferde als die Lanzierer und Kyrisser und wurden insbesondere in der norddeutschen Ebene westlich von der Oder angeworben. Sie hießen auch Ringerpferde, weil sie geringere Pferde ritten und trugen offene Eisenhüte („Hundskappen“), leichte Trabharnisch (corselets) oder Koller mit eiserner Halsberge anstatt der geschlossenen Helme und schweren Eisenpanzer der übrigen Kavallerie. Wegen ihres schwarz angestrichenen Eisenzeuges nannte man sie auch die „Schwarzen“.
Die Bewaffnung der Deutschen Reiter bestand aus Schwertern und Radschlosspistolen. Sie pflegten in tiefen Haufen bis auf Pistolenschussweite an den Feind heranzutraben, gliederweise zu feuern und sich schwenkend um die Flügel hinter den Haufen zurückzuziehen, so dass ihre Front ein unaufhörliches Feuer unterhielt. Diese Taktik nannte man Caracolla.
Ihre große Beweglichkeit erleichterte ihre Verpflegung und befähigte sie zugleich auch zu selbständigen Unternehmungen; in ihnen entwickelte sich erstmals der Reitergeist im Sinne der späteren Kavallerie. Sie konnten ohne Fußvolk weite Feldzüge unternehmen, waren geschickt im Kleinen Krieg und lieferten selbständige Schlachten, z. B. in der Schlacht bei Sievershausen.
Markgraf Albrecht Alkibiades von Brandenburg-Kulmbach und Kurfürst Moritz von Sachsen förderten die Ausbildung der Deutschen Reiter. Im Ausland waren sie bald gefürchtet, aber auch aufgrund ihres Rufes als Söldner angeworben. Während der Hugenottenkriege kämpften sie in jedem Gefecht auf beiden Seiten. Frankreich wurde damals mit Recht der „Kirchhof des deutschen Adels“ genannt, denn ein großer Teil des märkischen und hessischen Adels ist dort gefallen.
Der Name der Deutschen Reiter hat sich später noch im Französischen erhalten in dem Ausdruck C'est un vieux reitre. Im Polnischen rajtaria und im Englischen reiters.
Bekannte Kommandeure der Deutschen Reiter:
- Albrecht Alkibiades
- Christoph Martin von Degenfeld

## Schwarze Reiter
Schwarze Reiter waren deutsche Kavalleristen des 16. Jahrhunderts, die mit Radschlosspistolen und Schwertern bewaffnet waren. Ausgerüstet waren sie mit Trabharnischen und Eisenhüten oder auch Sturmhauben. Der Name schwarze Reiter kommt daher, dass man aus Kostengründen minderwertigen Stahl für die Rüstungen verwendete und sie schwarz ätzte, damit sie nicht so schnell rosteten. Mit der Zeit waren diese Schwarzen Reiter gefragte Söldner im In- und Ausland. Die Engländer nannten sie swart reiters.
Im letzten Drittel des 16. Jahrhunderts gingen aus den Schwarzen Reitern die Arkebusierreiter hervor.